# 액체 질소

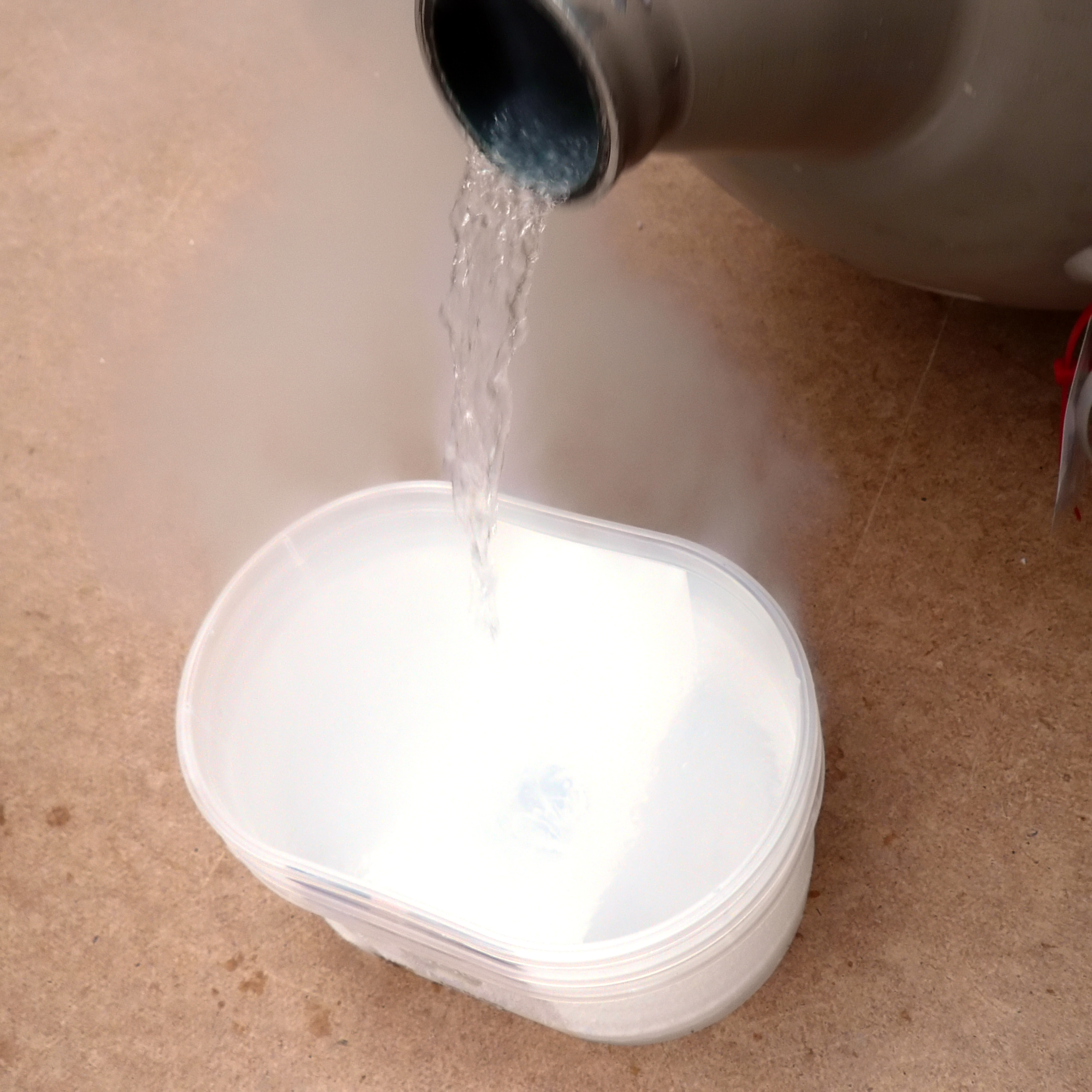
액체 질소의 모습

액체 질소(한자: 液體窒素, 영어: Liquid nitrogen)는 극저온(영하 약 196°C)에서 액체의 형태로 존재하는 질소를 의미하며, 저렴한 냉각제로 널리 쓰인다.

## 같이 보기
- 액체 헬륨
- 액체 수소
- 액체 산소
- 액화 공기
- 산업 가스
- 컴퓨터 냉각